# Євтушенко Дометій Гурійович
Доме́тій Гу́рійович Євтуше́нко (нар. 7 (19) серпня 1893, Стара Осота — 17 березня 1983, Київ) — український співак (баритон), вокальний педагог. Заслужений діяч мистецтв УРСР (1943).

## Біографія
Народився 7 (19 серпня) 1893 року в селі Старій Осоті (нині Олександрівського району Кіровоградської області). У 1915–1919 роках працював учителем співу у Чигирині, у 1922 році керував хором у Черкасах.
У 1923–1927 роках навчався в Київській консерваторії: сольного співу в класі професора Олени Муравйової, паралельно — на диригентському факультеті. З 1926 року був солістом Київського оперного театру, з 1927 року — Одеського оперного театру.
Від 1927 року викладав у Київській консерваторії на кафедрі сольного співу, у 1939–1963 роках — завідувач кафедри сольного співу, професор з 1939 року.
у 1941–1943 роках перебував у евакуації в Башкирії. З 1942 року працював у Київській консерваторії, що перебувала в Свердловську (нині Єкатеринбург). Від 1944 року — у Києві. 1946 року став членом ВКП(б).
Автор теоретичної праці «Роздуми про голос» (Київ, 1979). Нагороджений двома орденами Трудового Червоного Прапора, медалями.

Могила Дометія Євтушенка

Помер 17 березня 1983 року. Похований в Києві на Байковому кладовищі.

## Педагогічна діяльність
Виховав плеяду співаків і співачок: Віру Борисенко, Л. Масленникову, Галину Шоліну, Елеонору Томм, О.Яценко, Ніну Гончаренко, Михайла Шевченка, Віру Любимову, Павла Кармалюка, Ренату Бабак, М. Шостака, Віру Багацьку, І. Вілінську, Владилена Грицюка, Остапа Дарчука, А. Баканову, Василя Бокоча, О. Архипова, Віталія Жмуденка, Віктора Куріна.

## Пам'ять

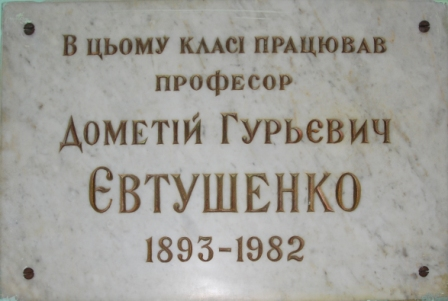
меморіальна дошка

В Києві, в класі № 34 Національної музичної академії України імені Петра Чайковського, де працював Дометій Євтушенко, встановлено мармурову пропам'ятну таблицю.